# Arctodium mahdii
Arctodium mahdii là một loài bọ cánh cứng trong họ Glaphyridae. Loài này được Hawkins miêu tả khoa học năm 2006.